# خطوط ساخنة (مسلسل)
خطوط ساخنة مسلسل تلفزيوني عراقي، من إخراج خيرية المنصور.

## الممثلون
- مازن محمد مصطفى
- مهدي الحسيني
- مناف طالب
- عبد الخالق المختار
- ميس كمر
- فوزية عارف
- هند كامل
- إيفان نبيل
- عبد الجبار كاظم